# Hanza Tower
Hanza Tower – 26-piętrowy wieżowiec w centrum Szczecina przy al. Wyzwolenia 46 o podstawowej funkcji mieszkalnej oddany do użytku w marcu 2022 r.
Koncepcję architektoniczną budynku opracowała pracownia Laguarda Low ze Stanów Zjednoczonych. Projekt budowlany wykonała szczecińska firma Urbicon.

## Opis
Budynek zaprojektowano na 104 metrów wysokości (wg innych źródeł 100 metrów wysokości do dachu, 125 metrów wysokości architektonicznej), planując 54 tys. m² powierzchni użytkowej, w tym: powierzchnia mieszkalna ok. 21 tys. m², a pow. handlowo-usługowa ok. 18 tys. m².

## Historia
Budynek ma 27 kondygnacji nadziemnych i 3 kondygnacje podziemne. W niższej (i szerszej) części budynku znajdują się pomieszczenia handlowe, biurowe i usługowe oraz lokale mieszkalne. Wyższa część budynku jest przeznaczona na lokale mieszkalne (apartamenty), których w całym budynku jest 480, o powierzchni od 24 do 220 m². W części podziemnej znajduje się prawie 400 stanowisk postojowych dla samochodów.
Budowa rozpoczęła się w 2011 r. i po wielu przerwach i zmianach w projekcie miała zakończyć się do końca 2020 r., jednak termin przedłużono do końca marca 2021 r. Udostępnienie lokali zaplanowano na koniec maja 2021 r., ostatecznie doszło do niego w marcu 2022 r. Koszt inwestycji 150–200 mln zł.

## Galeria

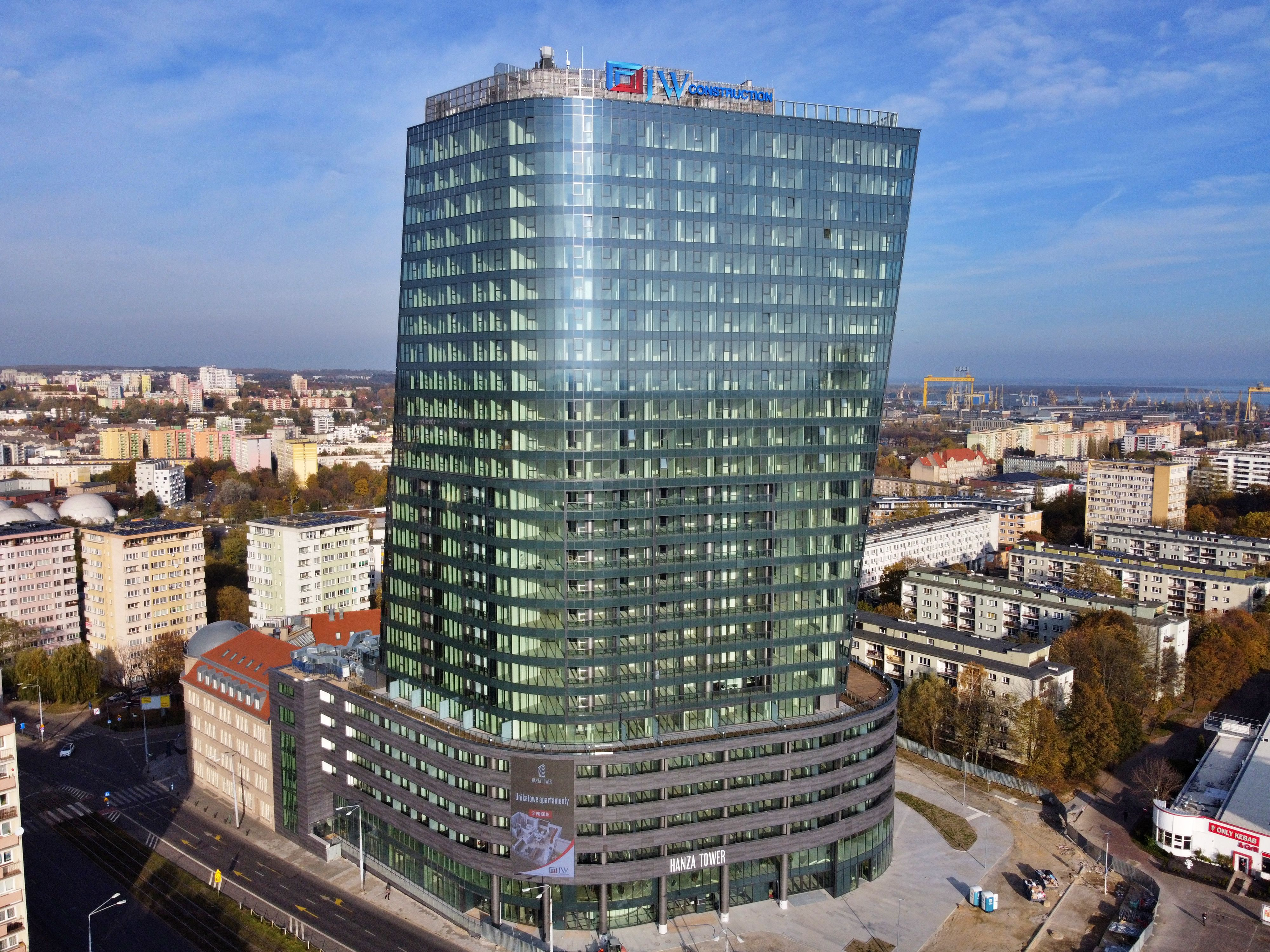
Widok z lotu ptaka (październik 2021)
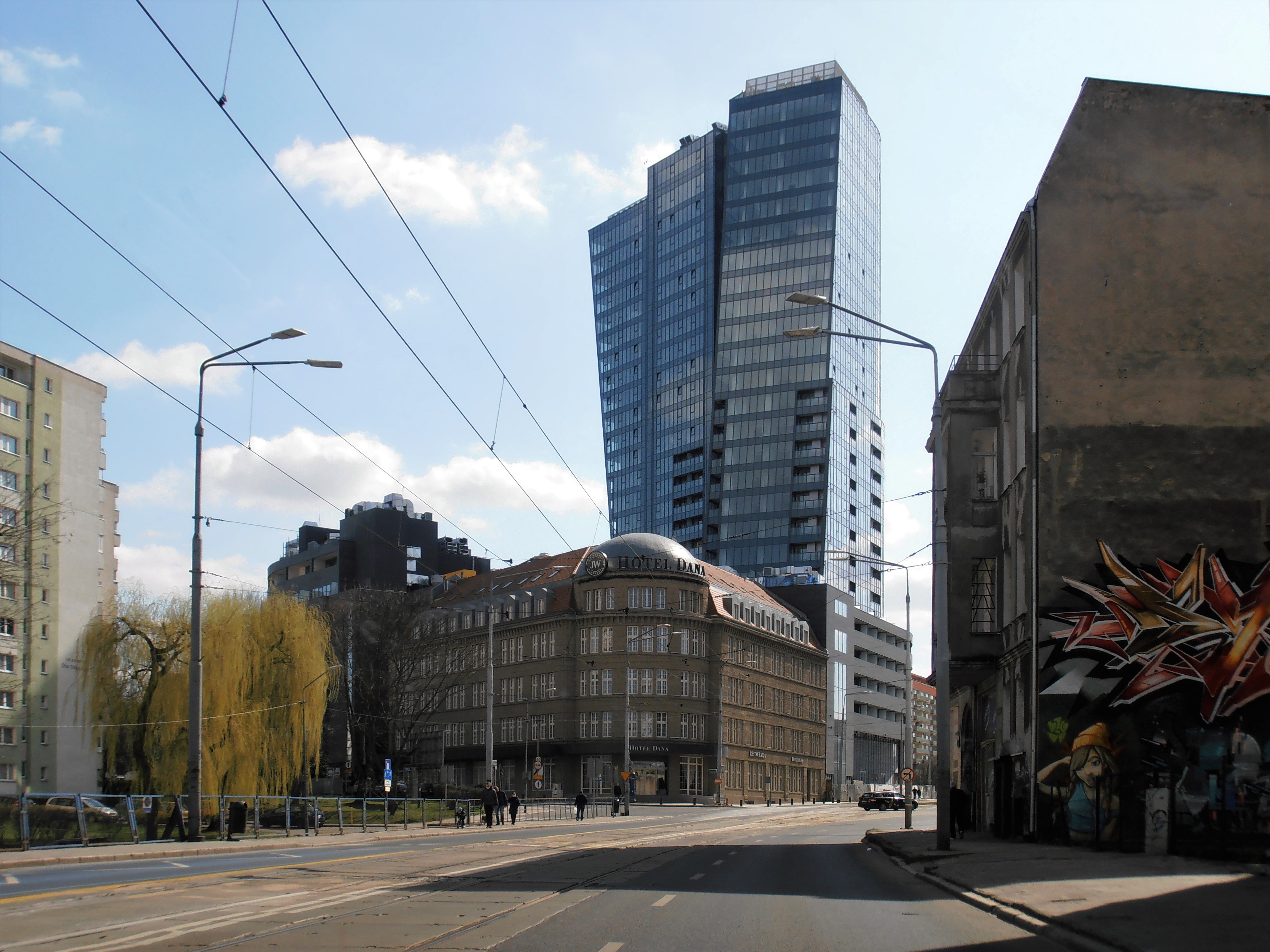
Widok ze skrzyżowania al. Wyzwolenia i ul. Ofiar Oświęcimia (2021)
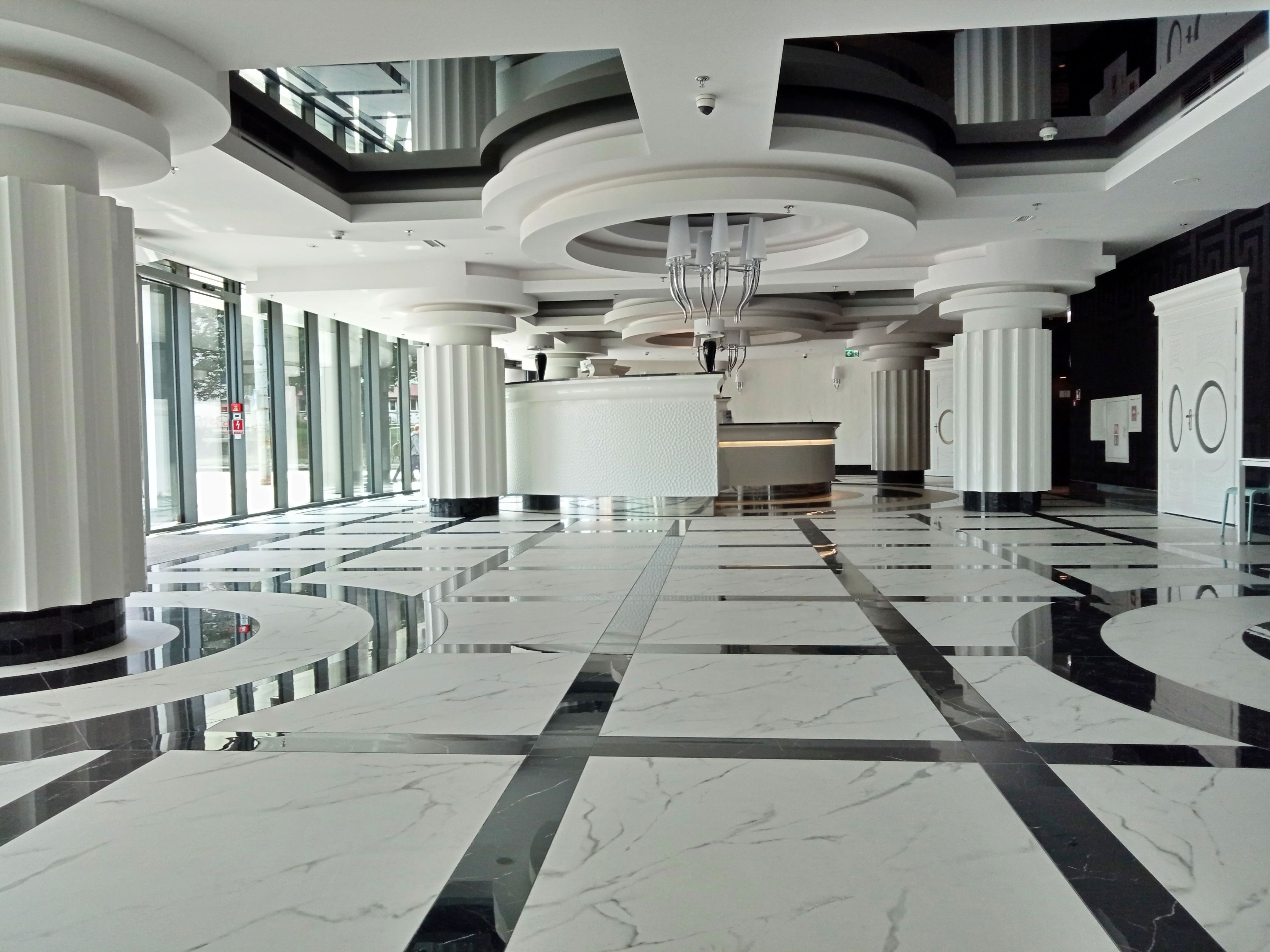
Hol główny Hanza Tower
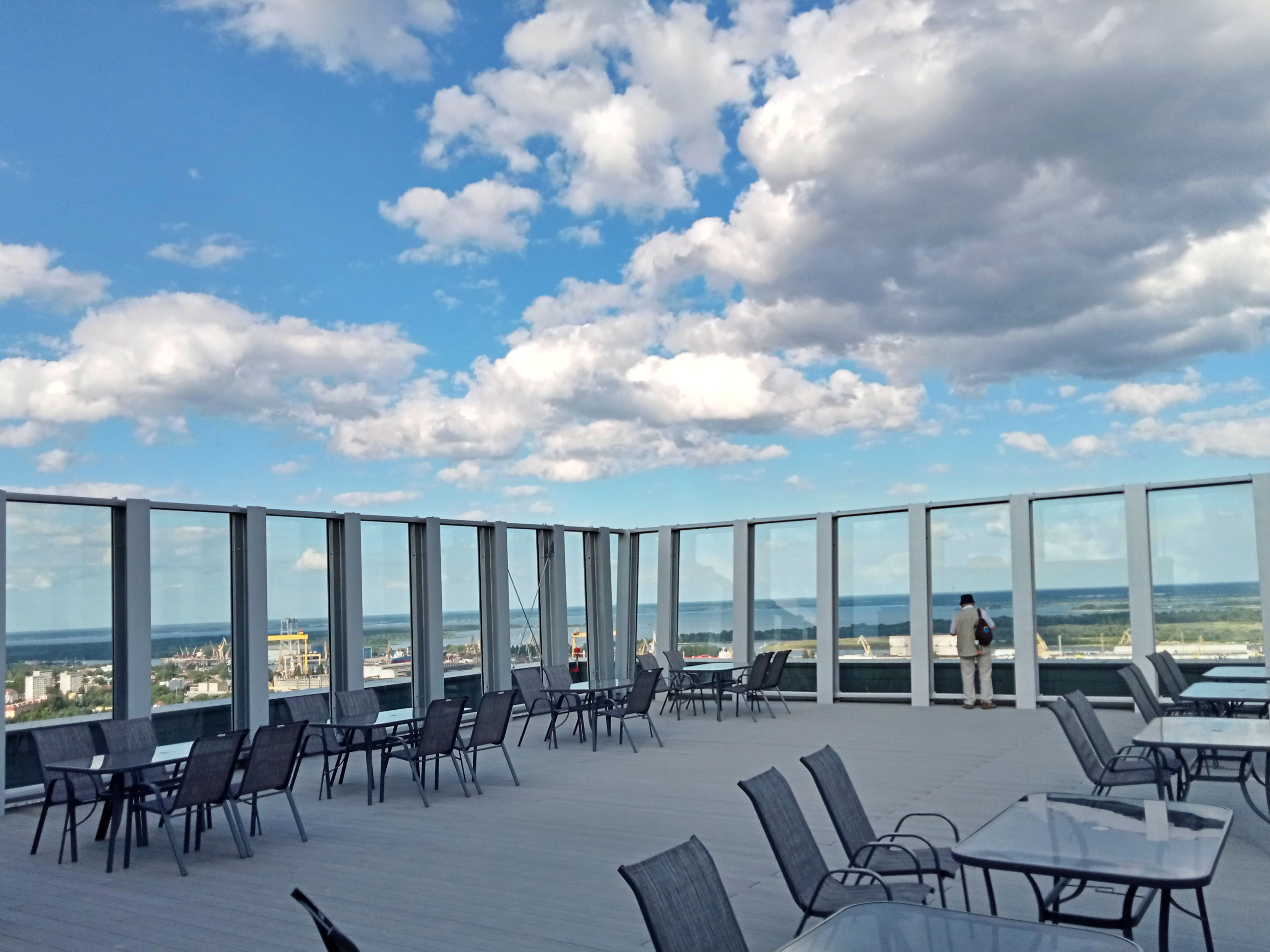
Taras widokowy na szczycie Hanza Tower
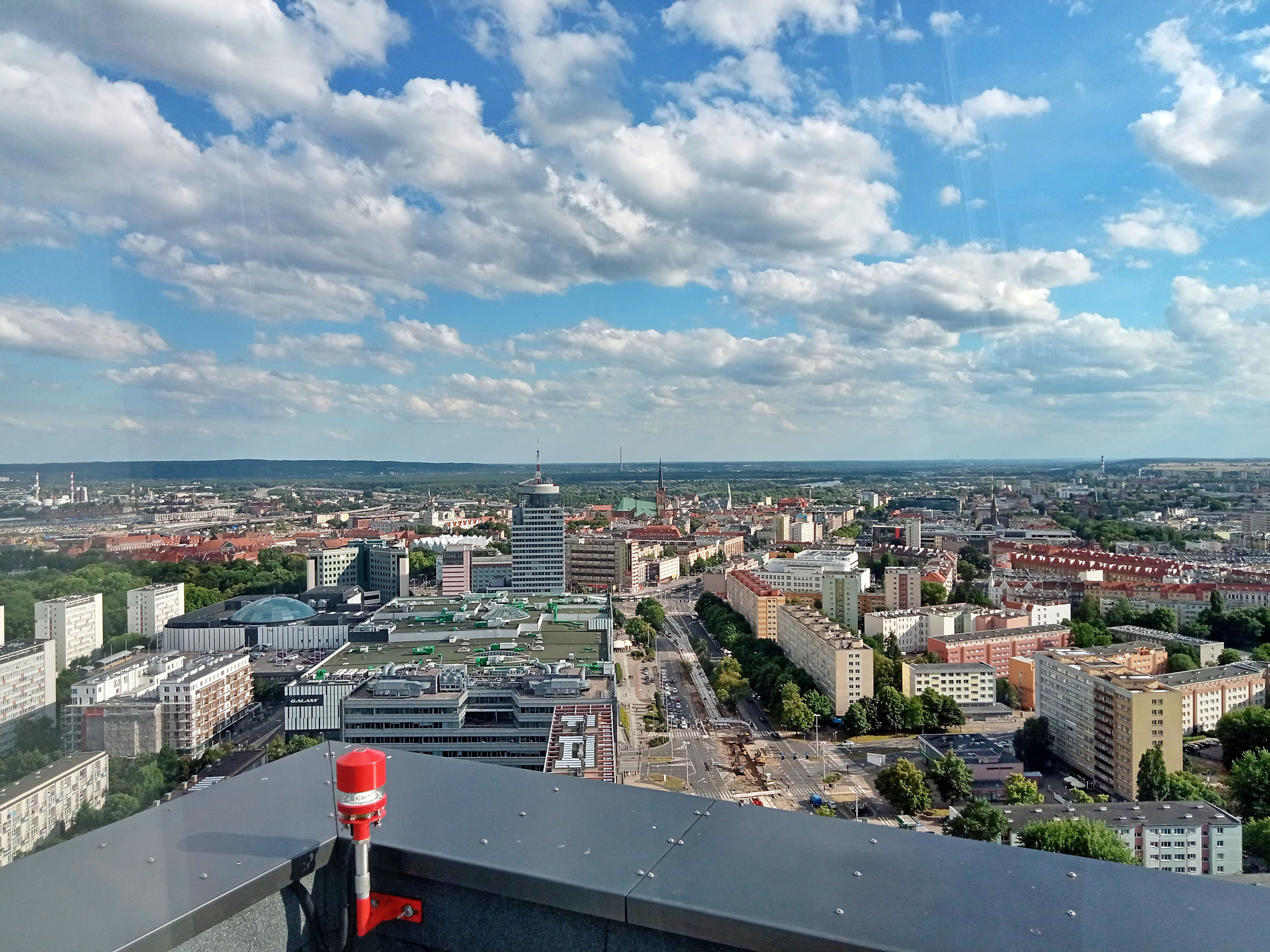
Widok z tarasu widokowego